# Mirella Santos
Mirella Santos Farias (Jaboatão dos Guararapes, 15 de agosto de 1999) é uma influenciadora digital, dançarina, cantora, compositora e empresária brasileira. Ficou conhecida por fazer parte, junto com a amiga MC Loma e a irmã Mariely Santos, do trio MC Loma e as Gêmeas Lacração, que fez sucesso com o hit Envolvimento; e obteve sucesso nas redes sociais, compartilhando seu dia a dia em seu Instagram.

## Biografia e carreira
Mirella nasceu em Jaboatão dos Guararapes, no dia 15 de agosto de 1999, é filha de Elisangela Braz dos Santos e Mariano José da Silva e é irmã gêmea da também cantora Mariely Santos.
Desde pequenas as gêmeas conhecem Paloma, porém somente em 2016 se tornaram amigas. Em 2018, o trio adotou o nome artístico de MC Loma e As Gêmeas Lacração e viralizou com o hit do carnaval, Envolvimento de sua composição e logo lançaram outras músicas. Mirella iniciou sua carreira como dançarina de funk e compositora, depois se lançou como cantora, porém depois passou a se dedicar na carreira de influenciadora digital.
Em 2021, Mirella participou da Ilha Record e ganhou o prêmio de R$ 250 mil, como favorita do público e encerrou sua atividade com o trio. No ano seguinte, Mirella viralizou novamente nas redes sociais mostrando seu dia a dia com MC Loma, Mariely e sua família.

## Vida pessoal
Durante um podcast, Mirella revelou que não terminou os estudos e que parou na 1ª série, pois começou a trabalhar e já tinha reprovado.
Em 31 de agosto de 2021, Mirella se casou com o surfista Gabriel Farias, com quem já se relacionava desde setembro de 2019.
Mirella e sua irmã Mariely não tem parentesco com MC Loma — contrariando o que muitas fontes afirmam —, entretanto elas são grandes amigas e chegam até a considerar Loma como irmã. Mirella é madrinha de Melanie Santos, filha de MC Loma.
Em 14 de julho de 2023, Mirella anunciou que estava esperando seu primeiro filho. Em 7 de fevereiro de 2024, nasceu Luna Gabriela.

## Filmografia

### Televisão
| Ano  | Título      | Papel                                 | Notas        | Ref.          |
| ---- | ----------- | ------------------------------------- | ------------ | ------------- |
| 2021 | Ilha Record | Participante (Favorito(a) do Público) | 1ª temporada | [ 25 ] [ 26 ] |